# Karl Etlinger
Karl Franz Etlinger (Vienna, 16 ottobre 1879 – Berlino, 8 maggio 1946) è stato un attore tedesco.

## Filmografia parziale
- Der ewige Fluch, regia di Fritz Wendhausen (1921)
- Nosferatu il vampiro (Nosferatu, eine Symphonie des Grauens), regia di Friedrich Wilhelm Murnau (1922)
- Fantasma (Phantom), regia di Friedrich Wilhelm Murnau (1922)
- La contessa Donelli (Gräfin Donelli), regia di Georg Wilhelm Pabst (1924)
- Soll und Haben, regia di Carl Wilhelm (1924)
- La via senza gioia (Die freudlose Gasse), regia di Georg Wilhelm Pabst (1925)
- L'avventuriera di Algeri (Die Frauengasse von Algier), regia di by Wolfgang Hoffmann-Harnisch (1927)
- La danzatrice di corda (Katharina Knie), regia di Karl Grune (1929)
- Enigma (Die Frau, nach der man sich sehnt), regia di Kurt Bernhardt (1929)
- Due cuori a tempo di valzer (Zwei Herzen im Dreiviertel-Takt), regia di Géza von Bolváry (1930)
- Walzer d'amore (Liebeswalzer), regia di Wilhelm Thiele (1930)
- Il mendicante di Bagdad (Kismet), regia di John Francis Dillon (1930)
- Das Konzert, regia di Leo Mittler (1931)
- Menschen hinter Gittern, regia di Pál Fejös (1931)
- Bomben auf Monte Carlo, regia di Hanns Schwarz (1931)
- Die Fledermaus, regia di Karel Lamac (1931)
- La contessa di Montecristo (Die Gräfin von Monte-Christo), regia di Karl Hartl (1932)
- Der Hexer, regia di Karel Lamac e Martin Fric (1932)
- Zum goldenen Anker, regia di Alexander Korda (1932)
- L'ultima canzone (Melodie der Liebe), regia di Georg Jacoby (1932)
- I vinti (Traumulus), regia di Carl Froelich (1936)
- L'anello tragico (Savoy-Hotel 217), regia di Gustav Ucicky (1936)
- La contessa e il guardiacaccia (Leidenschaft), regia di Walter Janssen (1940)
- La collana di perle (Romanze in Moll), regia di Helmut Käutner (1943)
- Sag' die Wahrheit, regia di Helmut Weiss (1946)